# Pieter Crabeels
Pieter Crabeels (Mechelen, 30 november 1982) is een voormalig Belgisch voetballer die bij voorkeur als verdediger speelde. 

## Carrière
Crabeels begon zijn voetbalcarrière bij de jeugd van Sporting Club Mechelen, waar stadsgenoot KV Mechelen hem al vroeg wegplukte. Zijn eerste stappen op het hoogste niveau zette hij bij KVC Westerlo, maar daar kon hij niet doorbreken. Na twee jaar bij KMSK Deinze, waar hij onder meer topschutter werd met 16 doelpunten, keerde hij na het seizoen 2004-2005 terug bij zijn oude club KV Mechelen. In het seizoen 2008-2009 leende de club hem uit aan KV Red Star Waasland, het seizoen daarop nam de club hem definitief over. Crabeels voetbalde nadien nog voor KSK Heist, Cappellen FC en KFC Eppegem. In 2016 stopte hij met voetballen, nadat hij met Eppegem kampioen werd in Eerste provinciale.

## Statistieken
| seizoen | club                 | land   | competitie         | wed. | goals |
| ------- | -------------------- | ------ | ------------------ | ---- | ----- |
| 2002/03 | KVC Westerlo         | België | Jupiler League     | 4    | 0     |
| 2003/04 | SK Deinze            | België | Tweede klasse      | 32   | 12    |
| 2004/05 | SK Deinze            | België | Tweede klasse      | 16   | 4     |
| 2005/06 | KV Mechelen          | België | Tweede klasse      | 5    | 2     |
| 2006/07 | KV Mechelen          | België | Tweede klasse      | 28   | 3     |
| 2007/08 | KV Mechelen          | België | Jupiler League     | 6    | 0     |
| 2008/09 | KV Red Star Waasland | België | EXQI League        | 27   | 1     |
| 2009/10 | KV Red Star Waasland | België | EXQI League        | 28   | 1     |
| 2010/11 | KSK Heist            | België | EXQI League        | 29   | 2     |
| 2011/12 | KSK Heist            | België | EXQI League        | 22   | 2     |
| 2012/13 | Cappellen FC         | België | Derde klasse       | 28   | 4     |
| 2013/14 | KFC Eppegem          | België | 1ste Prov. Brabant | ?    | ?     |
| 2014/15 | KFC Eppegem          | België | 1ste Prov. Brabant | ?    | ?     |
| 2015/16 | KFC Eppegem          | België | 1ste Prov. Brabant | ?    | ?     |
|         |                      |        | Totaal             | 226  | 31    |